# Xorides pictus
Xorides pictus är en stekelart som beskrevs av Henry Keith Townes, Jr. 1960. Xorides pictus ingår i släktet Xorides och familjen brokparasitsteklar. Inga underarter finns listade i Catalogue of Life.